# 성 야고보 성찬예배
성 야고보 성찬예배(그리스어: Θεία Λειτουργία του Ιάκωβου του αδελφόθεου)는 일부 기독교 교파들에서 여전히 거행되고 있는 동방의 여러 성찬예배 가운데 가장 오래된 양식이다.
예루살렘의 초기 기독교의 고대 예법 전통에 기반을 두고 있으며, 그 형태는 예루살렘의 성 키릴로스의 교리문답에 암시되어 있다. 안티오키아 전례의 역사적 근거에 따라 형성되었으며, 시리아 정교회, 말란카라 시리아 정교회, 말란카라 시리아 그리스도교회, 마르 토마 시리아교회, 시리아 가톨릭교회, 시로-말란카라 가톨릭교회, 마론교회 등에서 여전히 주요 전례로 거행되고 있다. 또한 동방 정교회와 멜키트 가톨릭교회에서도 가끔 거행되고 있다.
성 야고보 성찬예배라는 명칭은 예루살렘의 초대 주교인 의인 야고보의 이름에서 비롯된 것이다.
기독교 전례는 역사적으로 동방 예법과 서방 예법으로 분류된다. 동방 전례들 중에 성 야고보 성찬예배는 성 야고보와 성 대 바실리오스, 성 요한 크리소스토모스에 의해 형성된 안티오키아 학파 전례 양식들 중의 하나이다. 다른 동방 전례로는 아르메니아 전례와 마론 전례 뿐만 아니라 아시리아 전례와 칼데아 전례도 포함된다. 성 요한 크리소스토모스와 성 대 바실리오스에 의해 형성된 비잔티움 전례는 오늘날 모든 동방 정교회와 로마와 일치한 동방 가톨릭교회에서 널리 거행되고 있다.
성 야고보 성찬예배는 일반적으로 성 야고보 축일(10월 23일)과 성탄 대축일 후 첫 주일에 거행되며, 대개는 예루살렘 정교회에서는 매일 거행되고 있다. 성 야고보 성찬예배는 내용이 길어서 끝까지 거행하는데 몇 시간이 걸린다.

## 같이 보기
- 성찬예배